# Zamek w Białej (rejon czortkowski)
Zamek w Białej (ukr. Білівський замок) – ruiny zamku (budowli obronnej) we wsi Biała, w hromadzie Czortków, w rejonie czortkowskim, w obwodzie tarnopolskim.
Pozostałości zamku odkrył archeolog Wołodymyr Dobrianski jesienią 2007 r. Obiekt został wpisany na ukraińską Listę Nowo Odkrytych Obiektów Dziedzictwa Kulturowego (Archeologia).

## Wiadomości
Dziś jest to jedyny wciąż dobrze zachowany zabytek  fortyfikacyjny z XIV w. na zachodnim Podolu, który jest ważnym źródłem badań archeologicznych.
Obiekt znajduje się na obrzeżach wioski na wysokim wzgórzu-cyplu około 60 m nad poziomem rzeki Seret. Przylądek ten ma kształt wydłużonego trójkąta, wokół którego rzeka płynąca wzdłuż wschodniej części, tworzy zakręt.
Zamek ma do 100 m długości i 20 m szerokości w części południowej oraz 70 m szerokości w części północnej. Południowa, trójkątna część zamku przecięta jest rowem o głębokości 5 m, szerokości około 15 m i długości 20 m. Przeciwległa, północna strona zamku przecięta jest łukowatym rowem o długości 70 m, szerokości 15 m i głębokości 4-4,5 m. Zachodnia część obwodu ma łagodny stok, natomiast północna część posiada wzniesienie, na którym znajduje się wał. W zachodnim narożniku znajduje się studnia, zachowana jako zaokrąglony dół o średnicy 5 m i głębokości 1 m. W południowym narożniku znajduje się trójkątna platforma, pogłębiona o 1,5 m od głównej części dziedzińca, i podobna w zachodnim narożniku.
Podczas badań archeologicznych odkryto znaleziska, które znajdowały się w południowo-zachodniej części iglicy zamkowej. Znaleziono tam fragmenty XIV-w. ceramiki i wyrobów żelaznych.
Struktury i linie obronne zostały zaprojektowane z wykorzystaniem naturalnego ukształtowania terenu. Wschodnia i północna część wzgórza ma strome, niedostępne zbocza, które zapewniały niezawodną obronę podczas starć zbrojnych. Od strony południowej i frontowej wzgórze przecięte jest głębokim rowem. Rów ten w północnej części jest dodatkowo pokryty wałem.
Druga linia obrony składała się z trójkątnych platform w części południowej i zachodniej, które były pierwowzorem kurtyn. A kiedy wrogowi udało się zdobyć te obszary, obrona przenosiła się od dziedzińca.